# Дюрозель, Чарльз
Чарльз Дюрозель, Charles Duroiselle (1871—1951) — учёный буддолог-бирманист, преподаватель языка пали в Рангунском колледже, ставшем впоследствии Янгонским университетом, один из основателей Общества изучения Бирмы (Burma Research Society). Одна из его книг — «Практическая грамматика языка пали» — переведена на русский язык.